# رونالد ريفيرو
رونالد ريفيرو (بالإسبانية: Ronald Rivero) (29 يناير 1980 بسانتا كروز دي لا سييرا في بوليفيا - ) هو مدرب كرة قدم ولاعب كرة قدم بوليفي في مركز الدفاع. شارك مع منتخب بوليفيا لكرة القدم. أما مع النوادي، فقد لعب مع نادي بوليفار ونادي ريال بوتوسي ونادي شنجن وUniversitario de Sucre ‏ وSport Boys Warnes ‏ ونادي بلومينغ.

## روابط خارجية
- رونالد ريفيرو على موقع قاعدة بيانات كرة القدم.إي يو (الإنجليزية)
- رونالد ريفيرو على موقع ناشيونال فوتبول تيمز (الإنجليزية)
- رونالد ريفيرو على موقع Soccerway.com (الإنجليزية)